# Tweng
Tweng is een gemeente in de Oostenrijkse deelstaat Salzburger Land, en maakt deel uit van het district Tamsweg.
Tweng telt 398 inwoners.

## Foto's

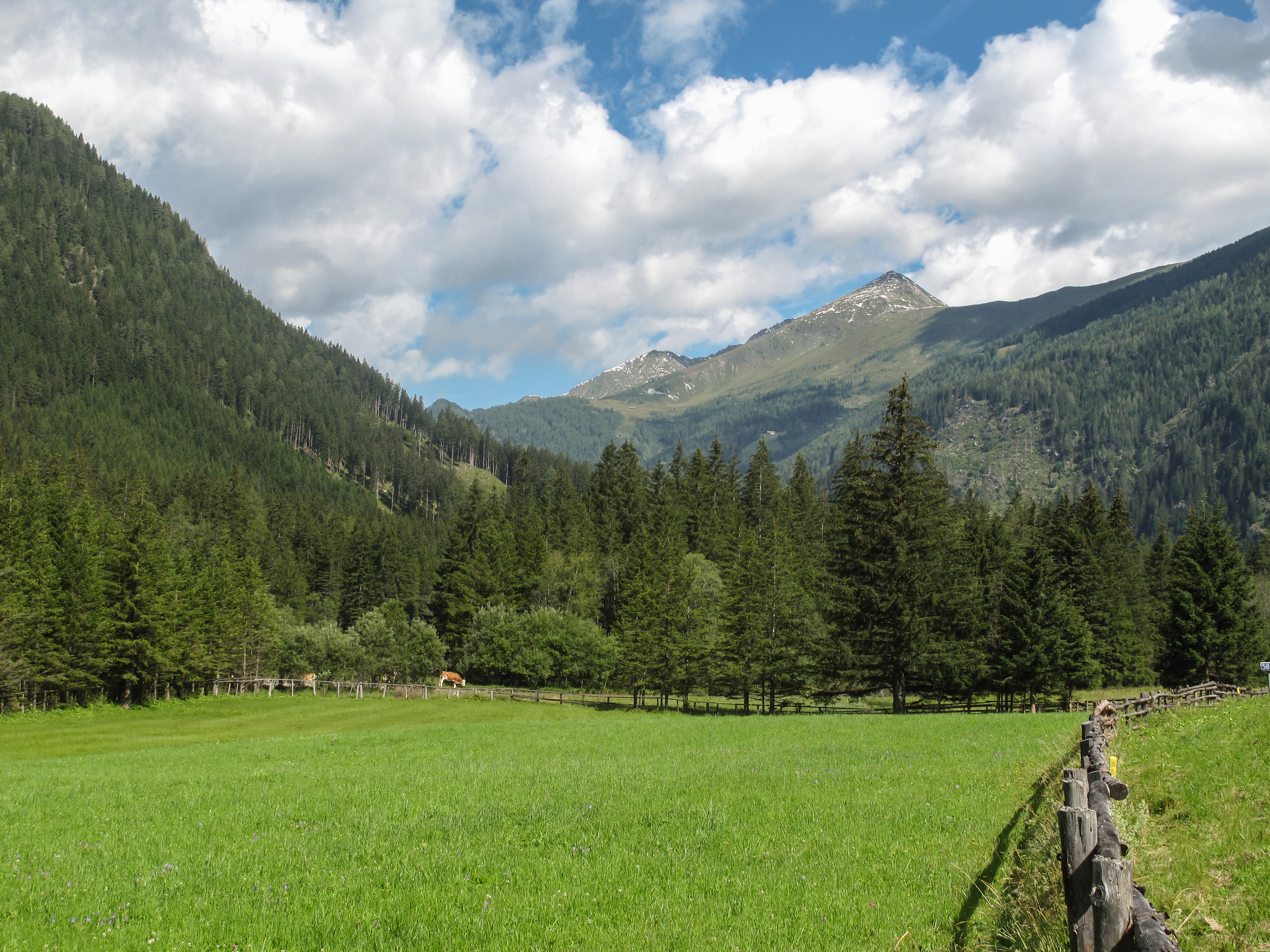
tussen Vorder en Mauterndorf, panorama
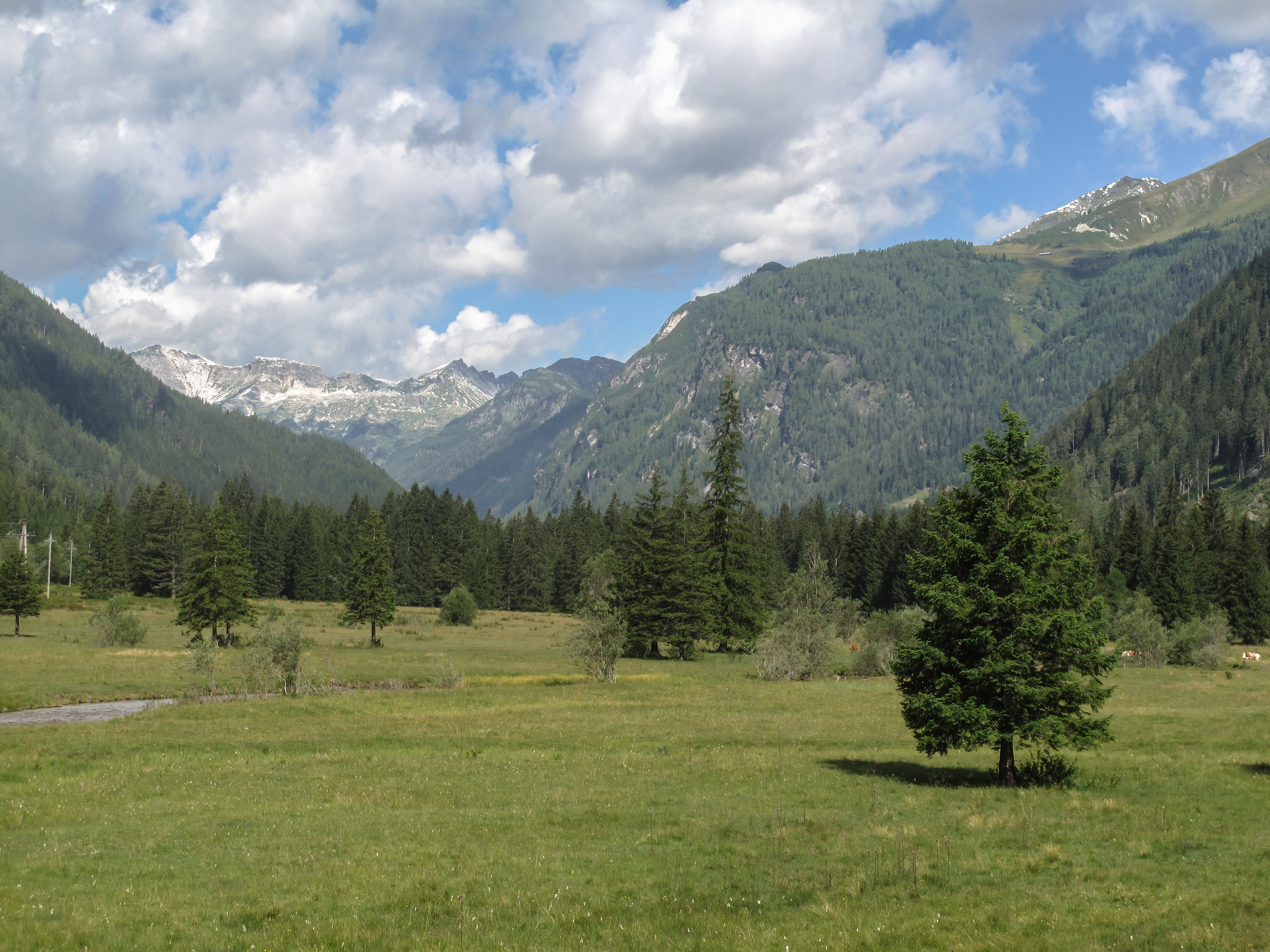
tussen Vorder en Mauterndorf, panorama
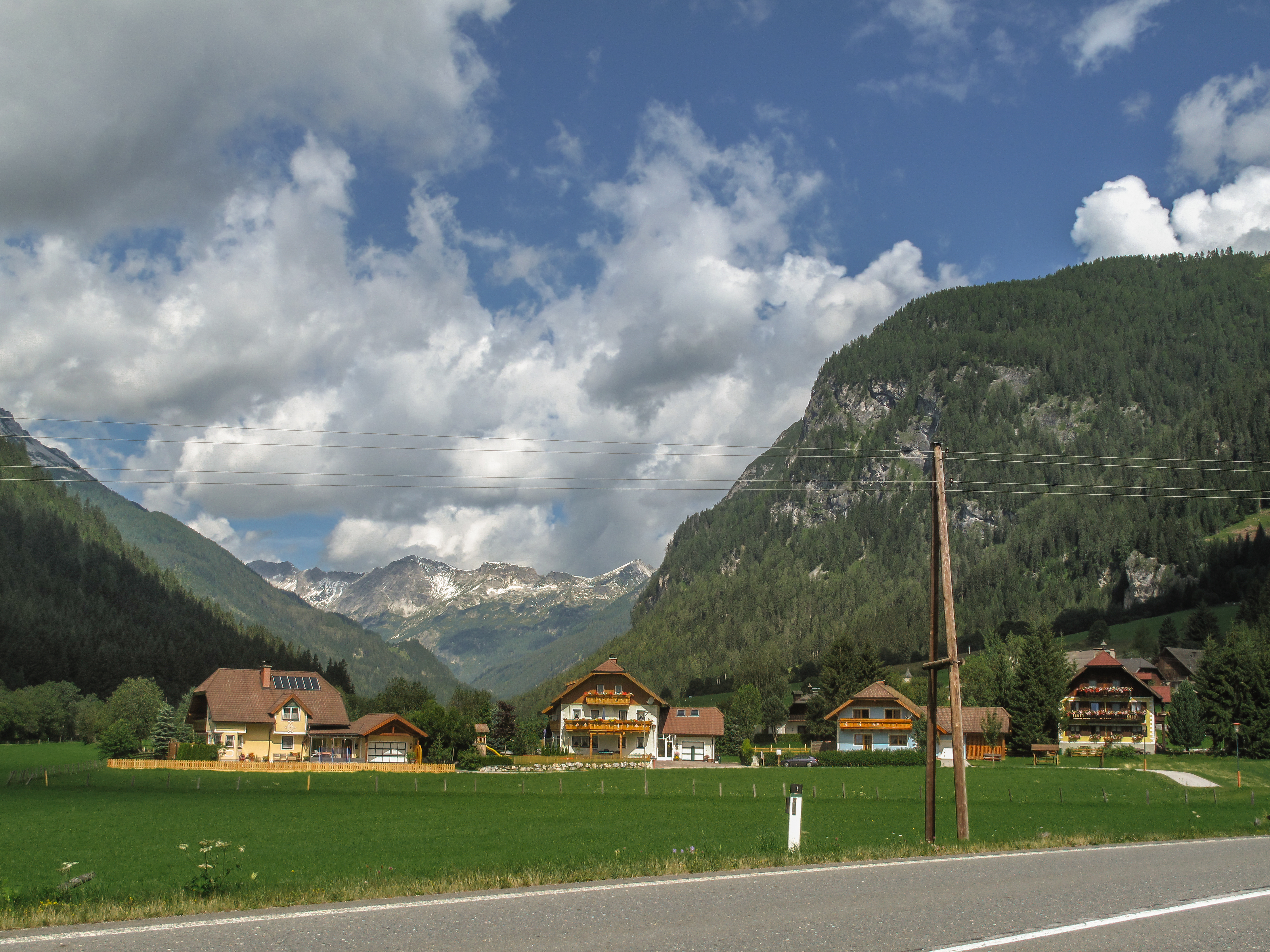
Vorder, dorpszicht
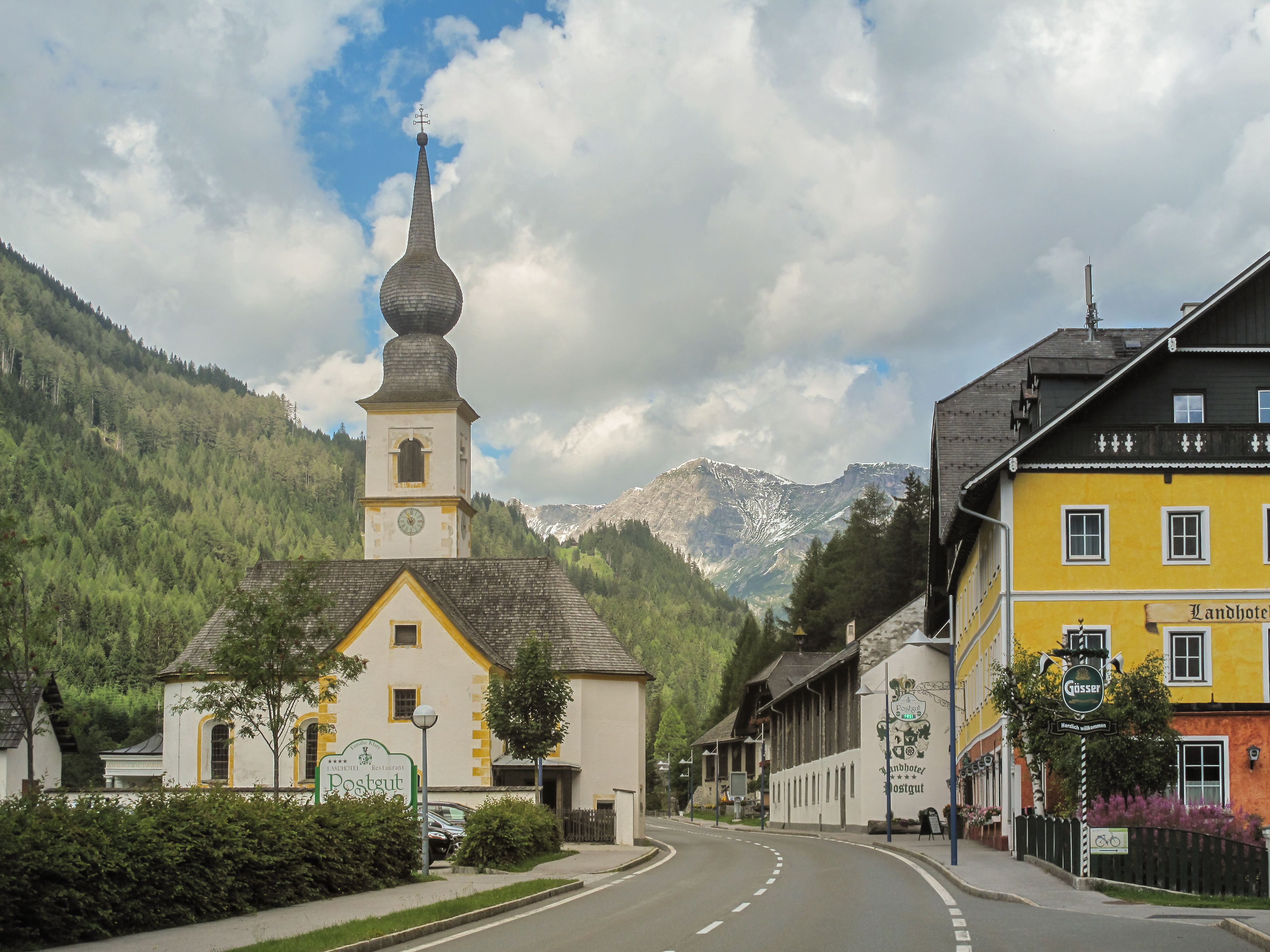
Tweng, kerk in straatzicht

Göriach ·
Lessach ·
Mariapfarr ·
Mauterndorf ·
Muhr ·
Ramingstein ·
St. Andrä ·
St. Margarethen ·
St. Michael ·
Tamsweg ·
Thomatal ·
Tweng ·
Unternberg ·
Weißpriach ·
Zederhaus
- Gemeinsame Normdatei: 4566564-3
- Virtual International Authority File: 247831611